# جون وولكر (موسيقي نيويورك)
جون جوزيف ماوس (بالإنجليزية: John Joseph Maus)‏ (12 نونبر 1943 – 7 ماي 2011) المعروف احترافيا باسم (بالإنجليزية: John Walker)‏ هو مغني وكاتب أغاني وعازف غيتار أمريكي، معروف بكونه مؤسس مجموعة the Walker Brothers التي عرفت أوج شهرتها في عقد 1960 في المملكة المتحدة.

## روابط خارجية
- جون والكر على موقع ميوزك برينز (الإنجليزية)
- جون والكر على موقع ميوزك برينز (الإنجليزية)
- جون والكر على موقع ديسكوغز (الإنجليزية)
- جون والكر على موقع ديسكوغز (الإنجليزية)
- جون والكر على موقع ديسكوغز (الإنجليزية)